# Brahian Palacios
Pour les articles homonymes, voir Palacios.
Brahian Palacios, né le 24 novembre 2002 à Medellín en Colombie, est un footballeur colombien qui évolue au poste d'ailier droit à Al-Wasl FC.

## Biographie

### En club
Né à Medellín en Colombie, Brahian Palacios est formé par l'Atlético Nacional. En février 2020, il signe son premier contrat professionnel avec le club. 
Il joue son premier match en professionnel avec ce club le 28 février 2022, lors d'une rencontre de championnat face à l'Atlético Bucaramanga. Il est titularisé et son équipe est battue par trois buts à un.
Le 25 mai 2023, il joue son premier match de Copa Libertadores, face aux péruviens du FBC Melgar. Il est titularisé et son équipe s'impose par un but à zéro.
Le 7 mars 2024, Brahian Palacios rejoint le Brésil afin de s'engager en faveur de l'Atlético Mineiro. Il signe un contrat courant jusqu'en décembre 2027,.
Palacios marque son premier but pour son nouveau club le 20 juin 2024, lors d'une rencontre de championnat face à l'EC Vitória. Buteur après son entrée en jeu, il ne peut empêcher la défaite de son équipe (4-2 score final),.

### En sélection
Brahian Palacios représente l'équipe de Colombie olympique avec laquelle il participe au Tournoi pré-olympique de la CONMEBOL 2024 en 2024.